# Sleetmute
Sleetmute is een plaats (census-designated place) in de Amerikaanse staat Alaska, en valt bestuurlijk gezien onder Bethel Census Area.

## Demografie
Bij de volkstelling in 2000 werd het aantal inwoners vastgesteld op 100.

## Geografie
Volgens het United States Census Bureau beslaat de plaats een oppervlakte van
272,6 km², waarvan 257,6 km² land en 15,0 km² water.

## Plaatsen in de nabije omgeving
De onderstaande figuur toont nabijgelegen plaatsen in een straal van 96 km rond Sleetmute.